# Miroslava Knapková

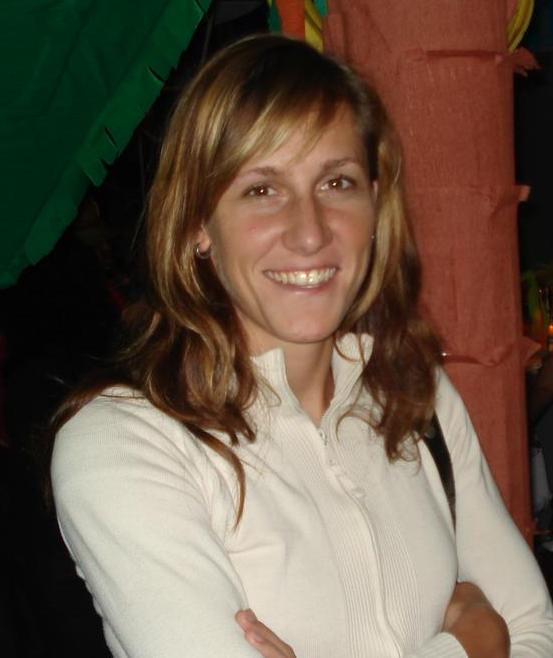
Miroslava Knapková, 2008

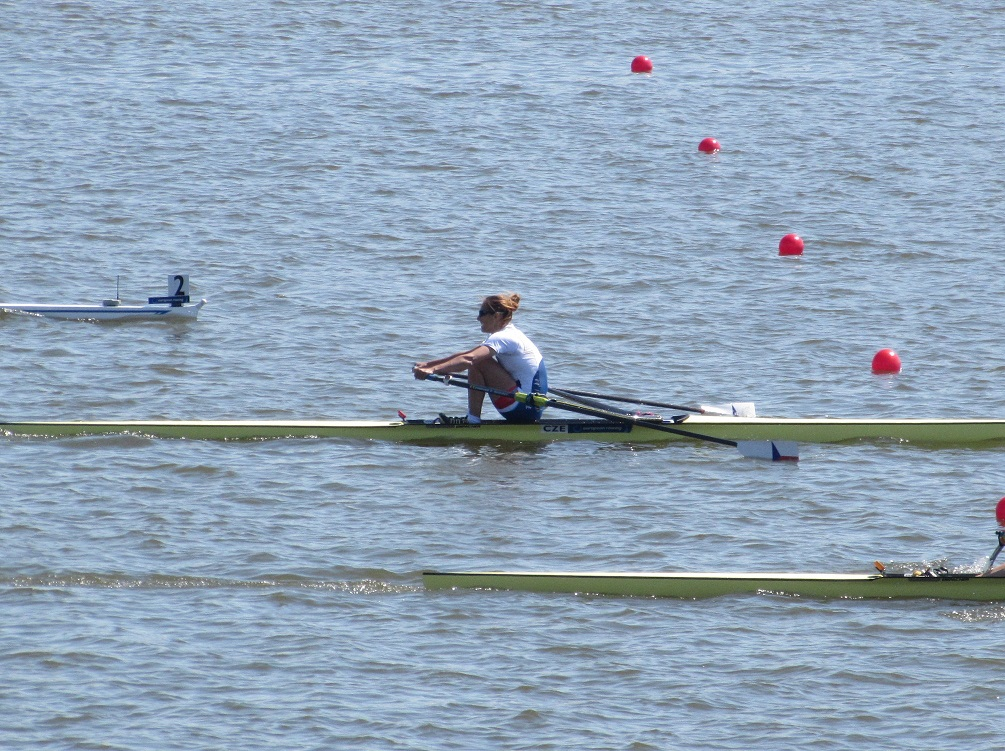
Miroslava Topinková Knapková bei der Ruder-EM 2016

Miroslava „Mirka“ Knapková (nach Heirat Miroslava Topinková bzw. Miroslava Topinková Knapková; * 19. September 1980 in Brünn) ist eine tschechische Ruderin.
Knapková nahm 2001 erstmals an Ruder-Weltmeisterschaften teil und belegte den zehnten Platz im Einer. 2002 erreichte sie im Ruder-Weltcup zweimal den zweiten und einmal den dritten Platz und siegte bei der U23-Weltregatta. 2003 gewann sie in München erstmals einen Weltcup, bei den Weltmeisterschaften 2003 belegte sie den vierten Platz. Nach drei Podiumsplatzierungen im Weltcup 2004 belegte sie bei den Olympischen Spielen 2004 wie bei den Weltmeisterschaften im Vorjahr den vierten Platz.
2005 gewann Knapková bei den Weltmeisterschaften im japanischen Gifu mit Silber ihre erste Medaille, vor ihr kam nur die Belarussin Kazjaryna Karsten ins Ziel. Auch bei den Weltmeisterschaften 2006 in Eton erhielt sie Silber hinter Karsten, 2007 in München belegte Knapková den vierten Platz. In der Olympiasaison 2008 belegte Knapková im Weltcup drei Mal den zweiten Platz im Einer. Bei den Olympischen Spielen 2008 in Peking trat Knapková im Einer und zusammen mit Gabriela Vařeková im Doppelzweier an und erreichte auch in beiden Bootsklassen das Finale, mit einem fünften Platz im Einer und einem sechsten Platz im Doppelzweier blieb das Ergebnis aber hinter ihren Vorleistungen zurück.
2009 gewann Knapková die Weltcups in München und Luzern, bei den Weltmeisterschaften in Posen belegte sie hinter Kazjaryna Karsten und der Britin Katherine Grainger den dritten Platz. 2010 verpasste sie nach zwei zweiten Plätzen im Weltcup bei den Weltmeisterschaften mit Platz vier eine Medaille. 2011 war das bis dahin erfolgreichste Jahr in der Karriere von Mirka Knapková, nach einem fünften und einem dritten Platz beim Weltcup gewann sie in Bled ihren ersten Weltmeistertitel, anschließend folgte in Plowdiw ihr zweiter Europameistertitel nach 2008.
Bei den Olympischen Spielen 2012 in London konnte sie die Leistungen aus dem Vorjahr bestätigen und wurde Olympiasiegerin im Einer. Ein Jahr später, bei den Ruder-Weltmeisterschaften in Chungju, belegte sie den dritten Platz. Bei den Weltmeisterschaften 2014 belegte sie als Siegerin des B-Finales den siebten Platz. Auf europäischer Ebene gewann sie den Titel im Einer bei den Europameisterschaften 2013, 2014 und 2015. 2015 erreichte sie auch wieder das A-Finale bei den Weltmeisterschaften und belegte dort hinter der Australierin Kim Crow den zweiten Platz. Bei ihrer vierten Olympiateilnahme 2016 in Rio de Janeiro belegte sie den siebten Platz.
Nach einem Jahr Pause kehrte Miroslava Topinková Knapková 2018 zurück auf die Regattastrecken, erreichte aber weder bei den Europa- noch bei den Weltmeisterschaften das A-Finale. 2019 bei den Europameisterschaften in Luzern erkämpfte sie die Bronzemedaille hinter der Irin Sanita Pušpure und der Schweizerin Jeannine Gmelin.
Knapková heiratete am 3. und 4. Oktober 2015 ihren Lebensgefährten Pavel Topinka und startet seitdem als Miroslava Topinková Knapková. Ihr Vater Miroslav Knapek war ebenfalls ein erfolgreicher Ruderer, der an den Olympischen Sommerspielen 1976 und 1980 teilnahm.